# Hermosa (genere)
Hermosa Peckham & Peckham, 1892 è un genere di ragni appartenente alla famiglia Salticidae.

## Distribuzione
Le 7 specie sono state reperite in Asia sudorientale (Borneo e Sulawesi) e Africa centrale (Congo, Angola) e meridionale (Madagascar).

## Tassonomia
Per la descrizione delle caratteristiche di questo genere sono stati esaminati gli esemplari tipo di H. volatilis Peckham & Peckham, 1892.
Questo genere è stato sinonimizzato con Myrmarachne MacLeay, 1839 da Simon (1901a); rimosso dalla sinonimia da un lavoro di Marusik & Blick del 2019 e sinonimizzato con Myrmavola Prószynski, 2016 secondo un'analisi degli esemplari tipo Damoetas galianoae Prószyński, 2001.
Non sono stati esaminati esemplari di questo genere dal 2020.
Attualmente, a gennaio 2022, si compone di 7 specie:
- Hermosa andrewi Wanless — Congo, Angola
- Hermosa brevichelicera (Yamasaki & Ahmad, 2013) — Malaysia (Borneo)
- Hermosa christae (Prószynski, 2001) — Malaysia (Borneo)
- Hermosa galianoae (Prószynski, 2001) — Malaysia (Borneo)
- Hermosa volatilis (Peckham & Peckham, 1892)[2] — Madagascar, Cina, Vietnam
- Hermosa yamanei (Yamasaki, 2012) — Indonesia (Sulawesi)
- Hermosa yamasakii Prószynski, 2016 — Malaysia (Borneo)

### Sinonimi
- Hermosa majungae Strand, 1907; posta in sinonimia con H. volatilis Peckham & Peckham, 1892 a seguito di un lavoro di Wanless (1978a)[1].
- Hermosa mariaelenae Edwards & Benjamin, 2009; posta in sinonimia con H. galianoae Prószynski, 2001, a seguito di un lavoro dello stesso Prószynski del 2016[1].